# چکاوک بیزلی
چکاوک بیزلی (نام علمی: Chersomanes beesleyi) نام یک گونه از تیره چکاوک است.